# 于佐斯
于佐斯（法語：Uzos，法語發音：[yzɔs]）是法国大西洋比利牛斯省的一个市镇，位于该省东部，属于波城区。

## 地理
于佐斯（43°16'9"N, 0°20'38"W）面积3.52 平方千米，位于法国新阿基坦大区大西洋比利牛斯省，该省份为法国东南部省份，涵盖了贝阿恩与北巴斯克，西临大西洋比斯開灣，北至朗德省，东北接热尔省，东临上比利牛斯省，南与西班牙接壤。
与于佐斯接壤的市镇（或旧市镇、城区）包括：阿雷西、热洛斯、马泽尔-勒宗、龙蒂尼翁。
于佐斯的时区为UTC+01:00、UTC+02:00（夏令时）。

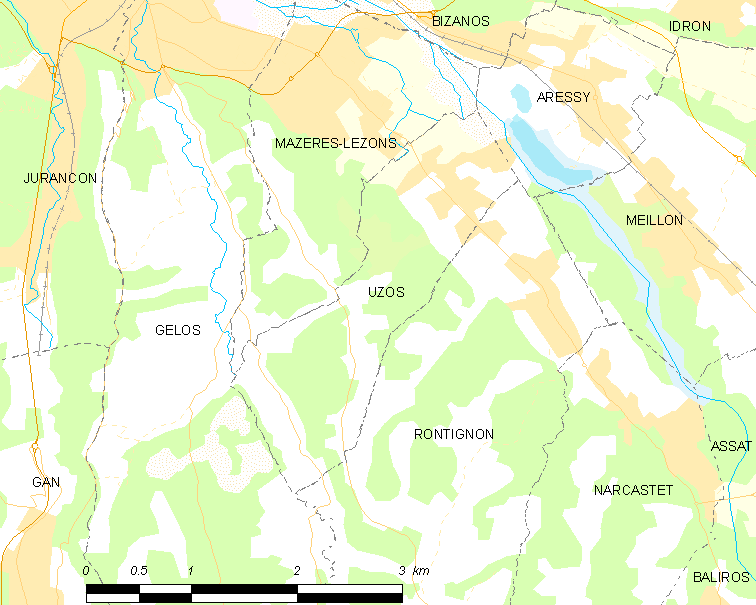
于佐斯的OSM定位图

## 行政
于佐斯的邮政编码为64110，INSEE市镇编码为64550。

## 政治
于佐斯所属的省级选区为乌佐姆河、激流与内兹河岸县。

## 人口

1962-2008年间于佐斯人口变化图示

于佐斯于2022年1月1日时的人口数量为851人。